# Warnemünde
Warnemünde (MAF: /vaʁnəˈmʏndə/, posłuchajⓘ), Seebad Warnemünde, Ostseebad Warnemünde (pol. hist. Ujście Warnawy) – dzielnica miasta Rostock w Niemczech, w kraju związkowym Meklemburgia-Pomorze Przednie, przy ujściu rzeki Warnow do Zatoki Meklemburskiej. Stanowi główny zespół portowy wschodniej części kraju; stocznia; przemysł rybny; kąpielisko; promy do Danii i Szwecji.
Znajduje się tutaj stacja kolejowa Warnemünde.
W roku 1234 w rejonie Warnemünde doszło do bitwy morskiej, w której oddziały niemieckie z hanzeatyckiej Lubeki pokonały flotę duńską.

## Galeria obrazów

Warnemünde
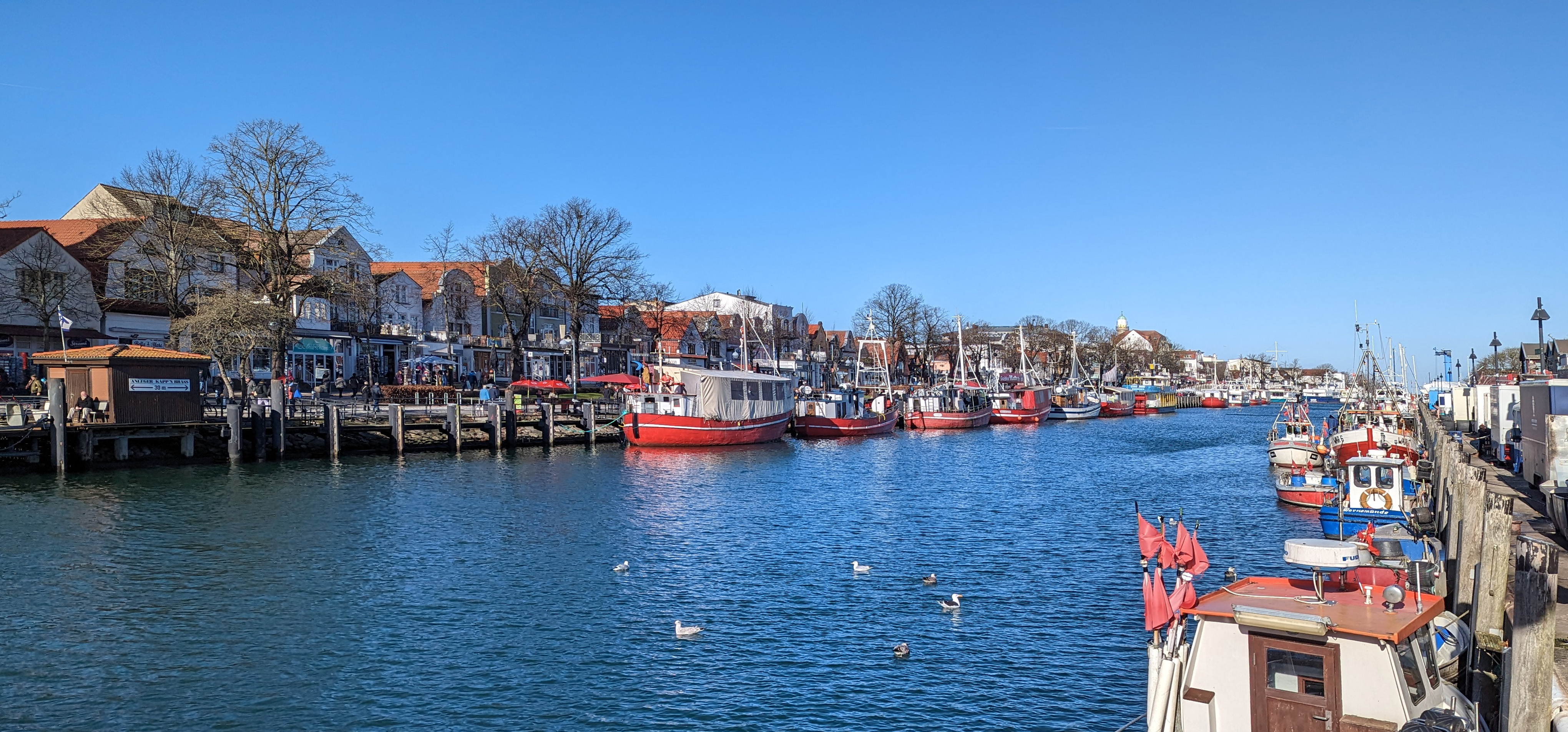
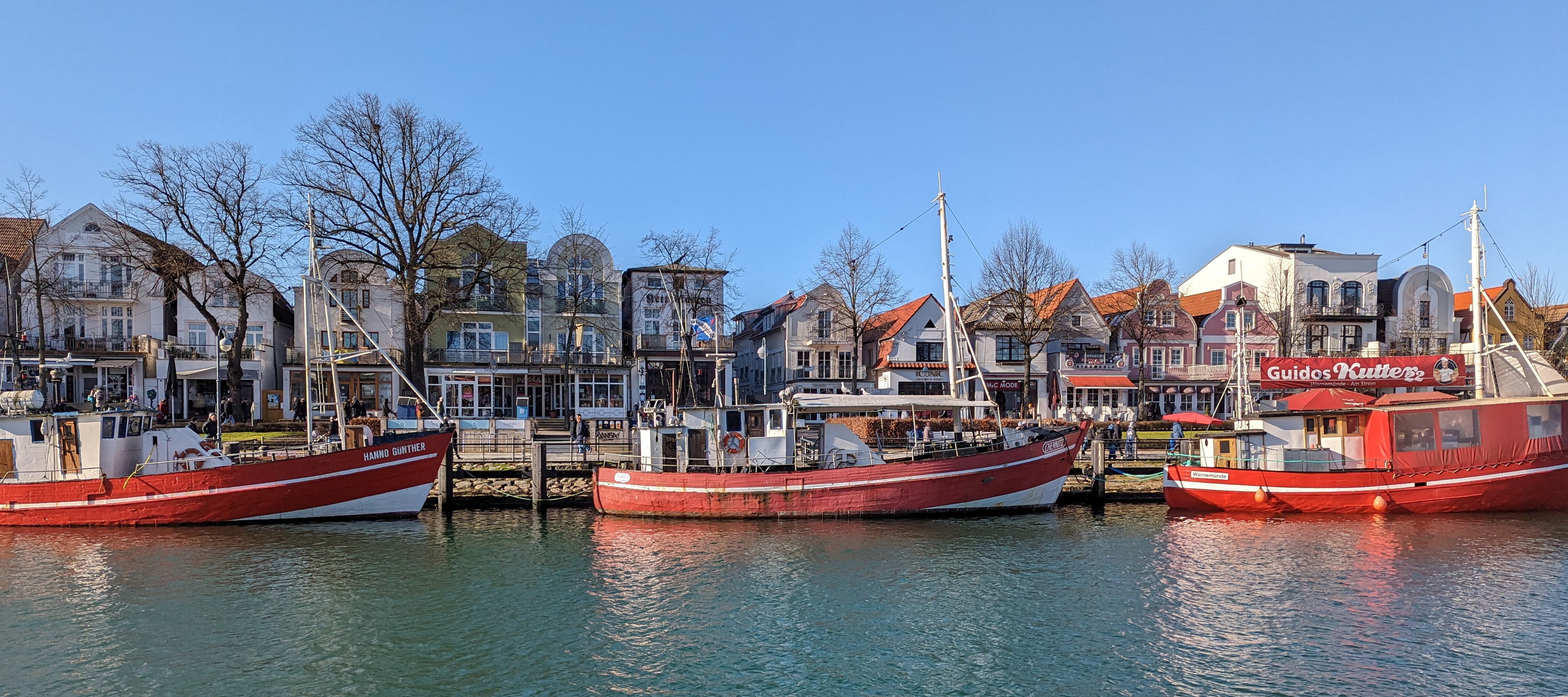
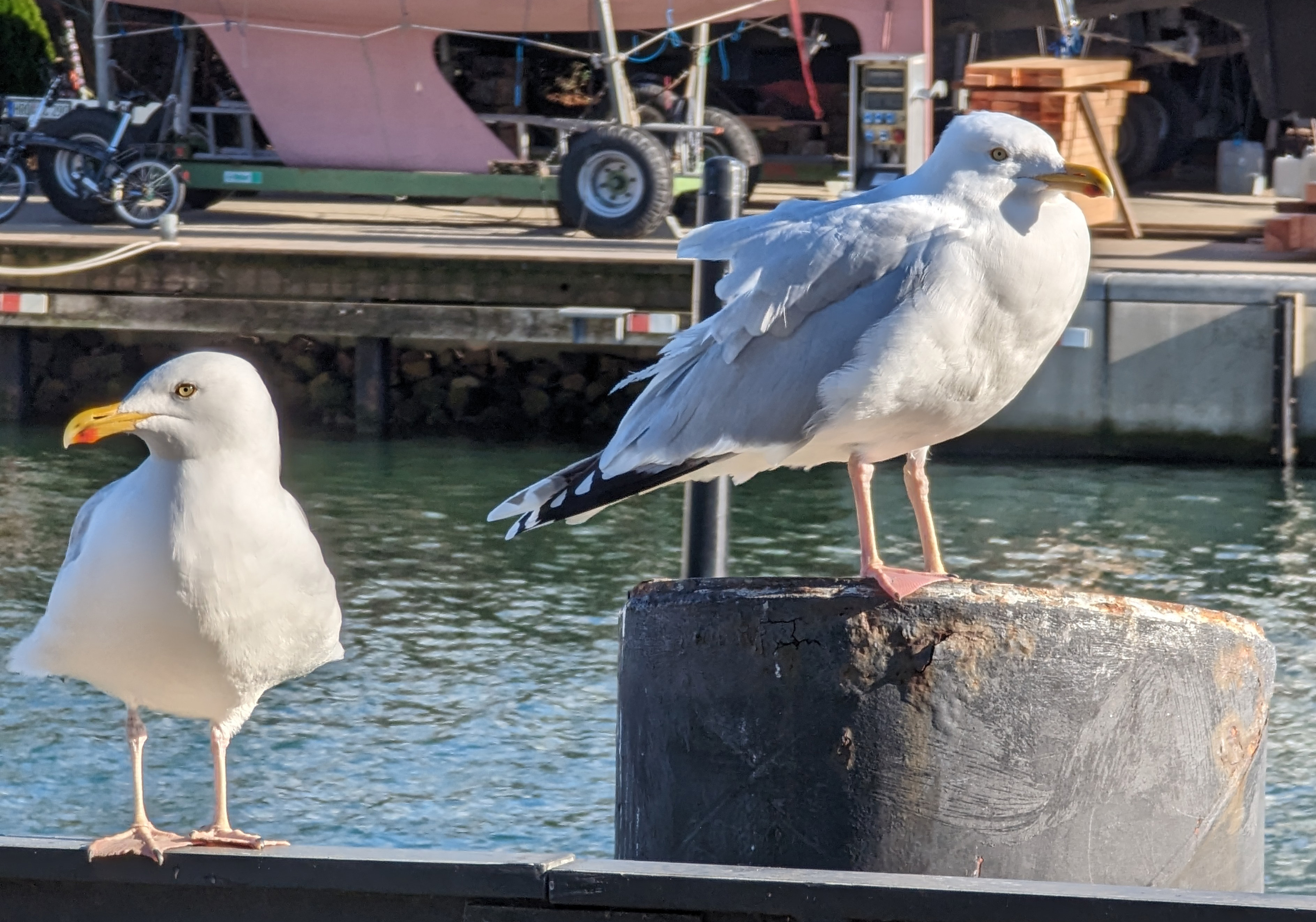
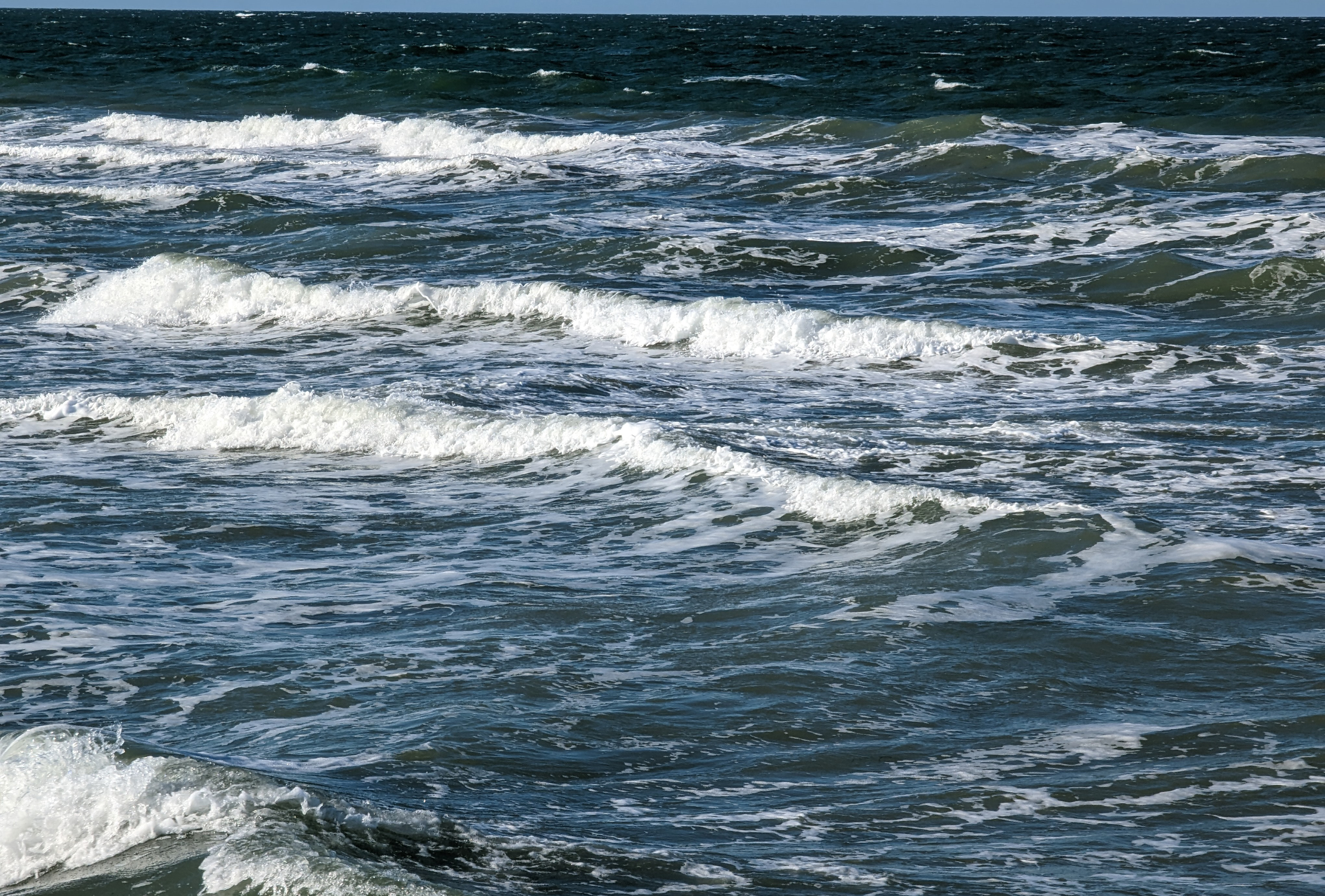
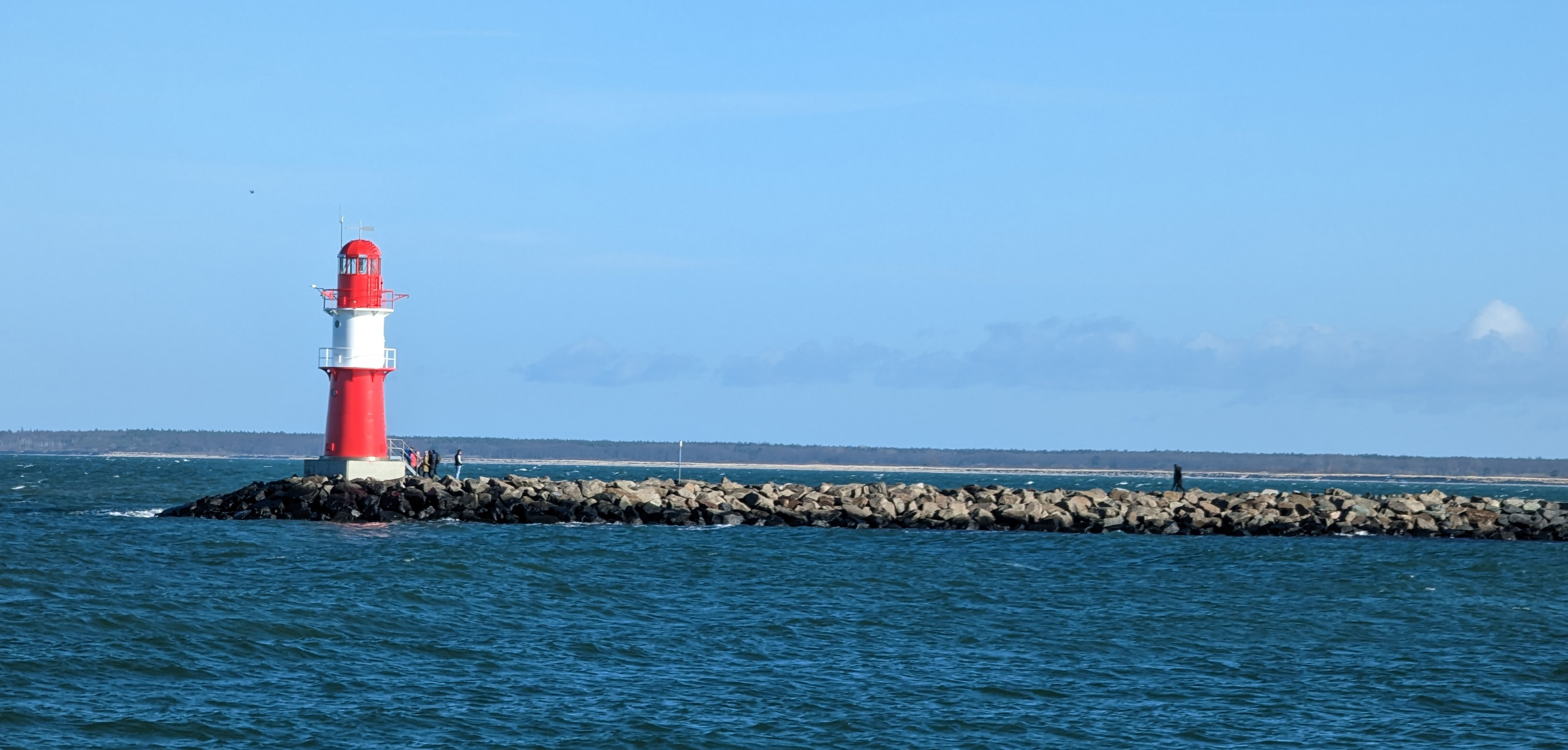
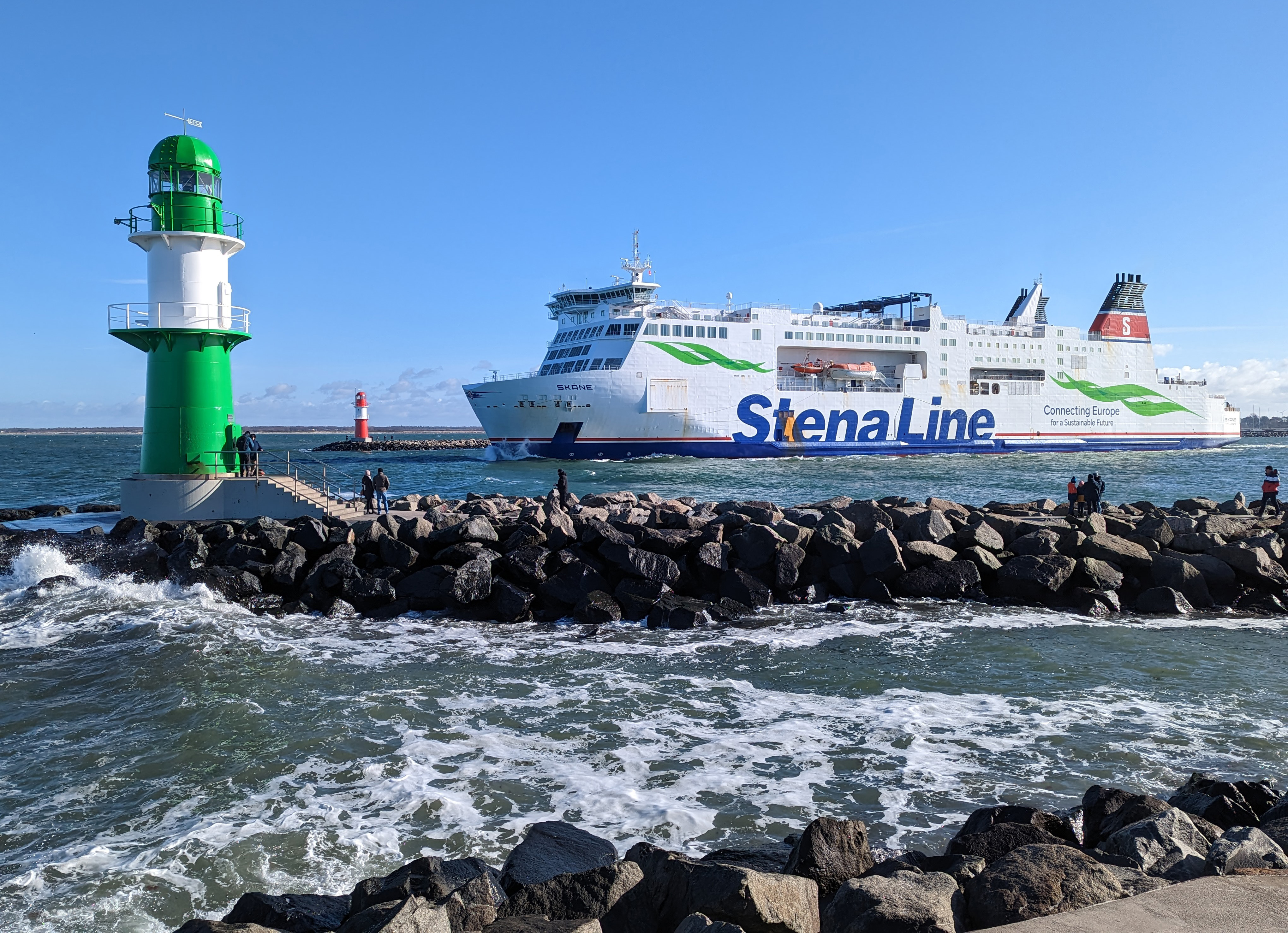
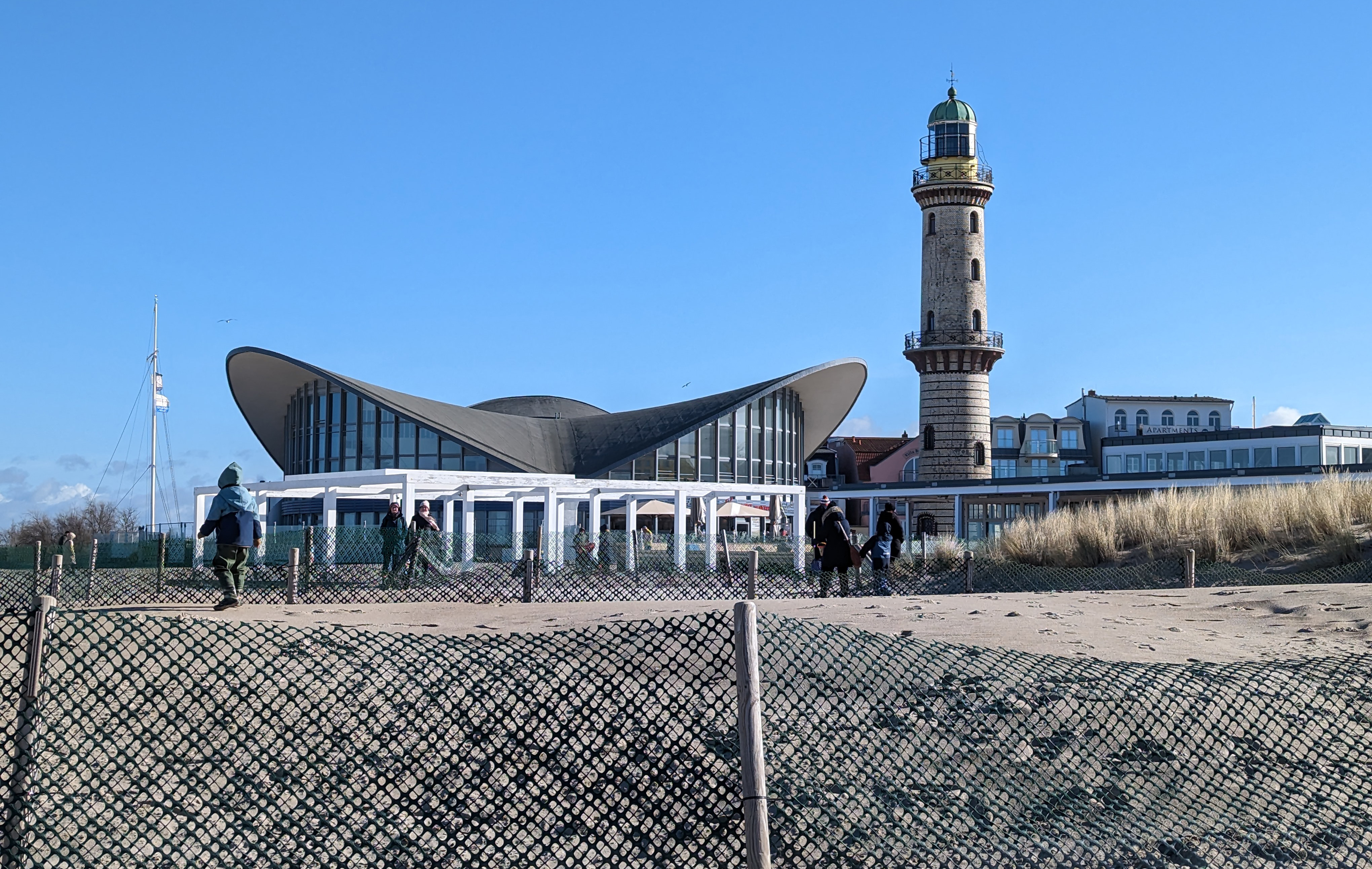
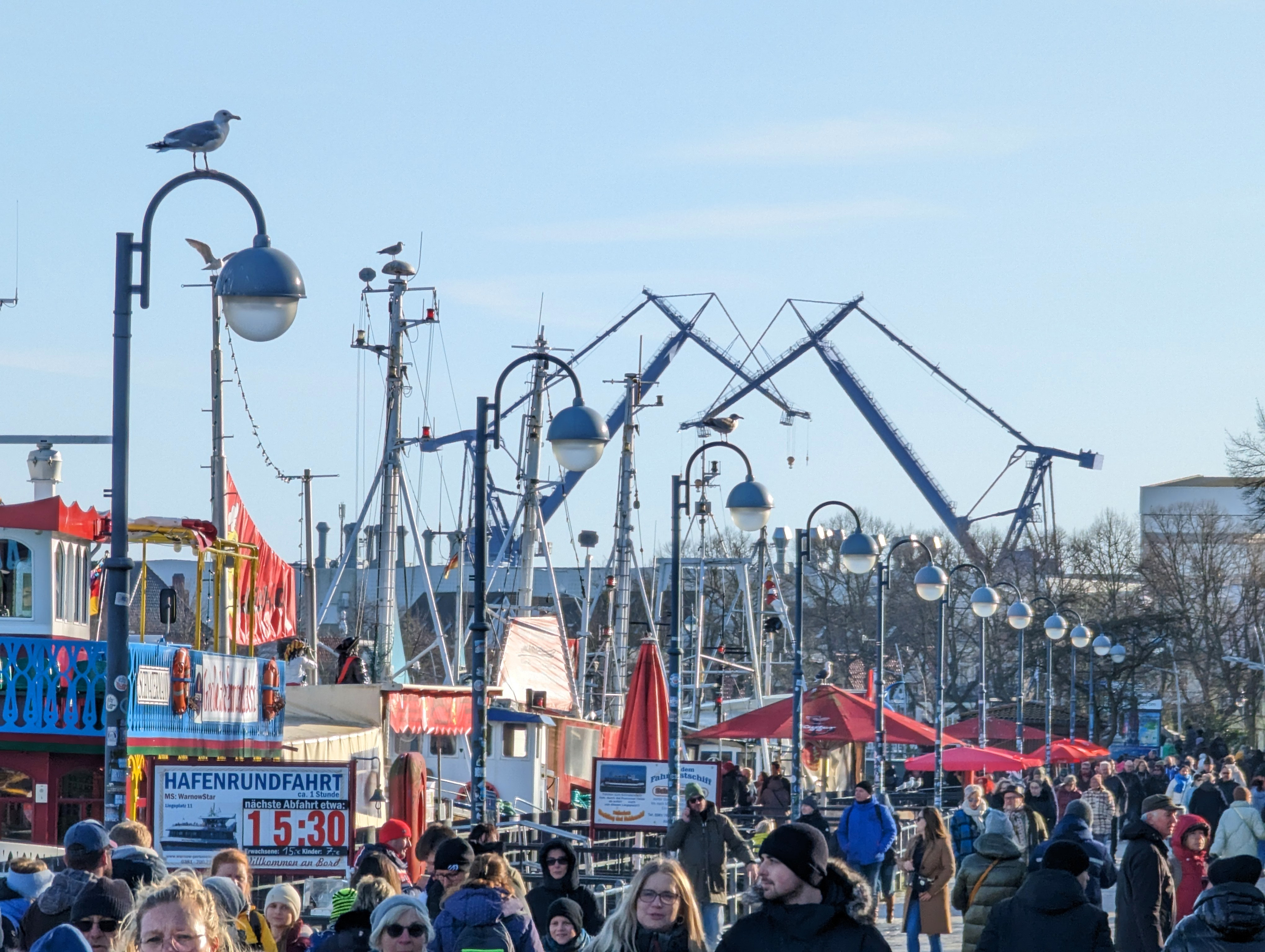